# Морський земснаряд

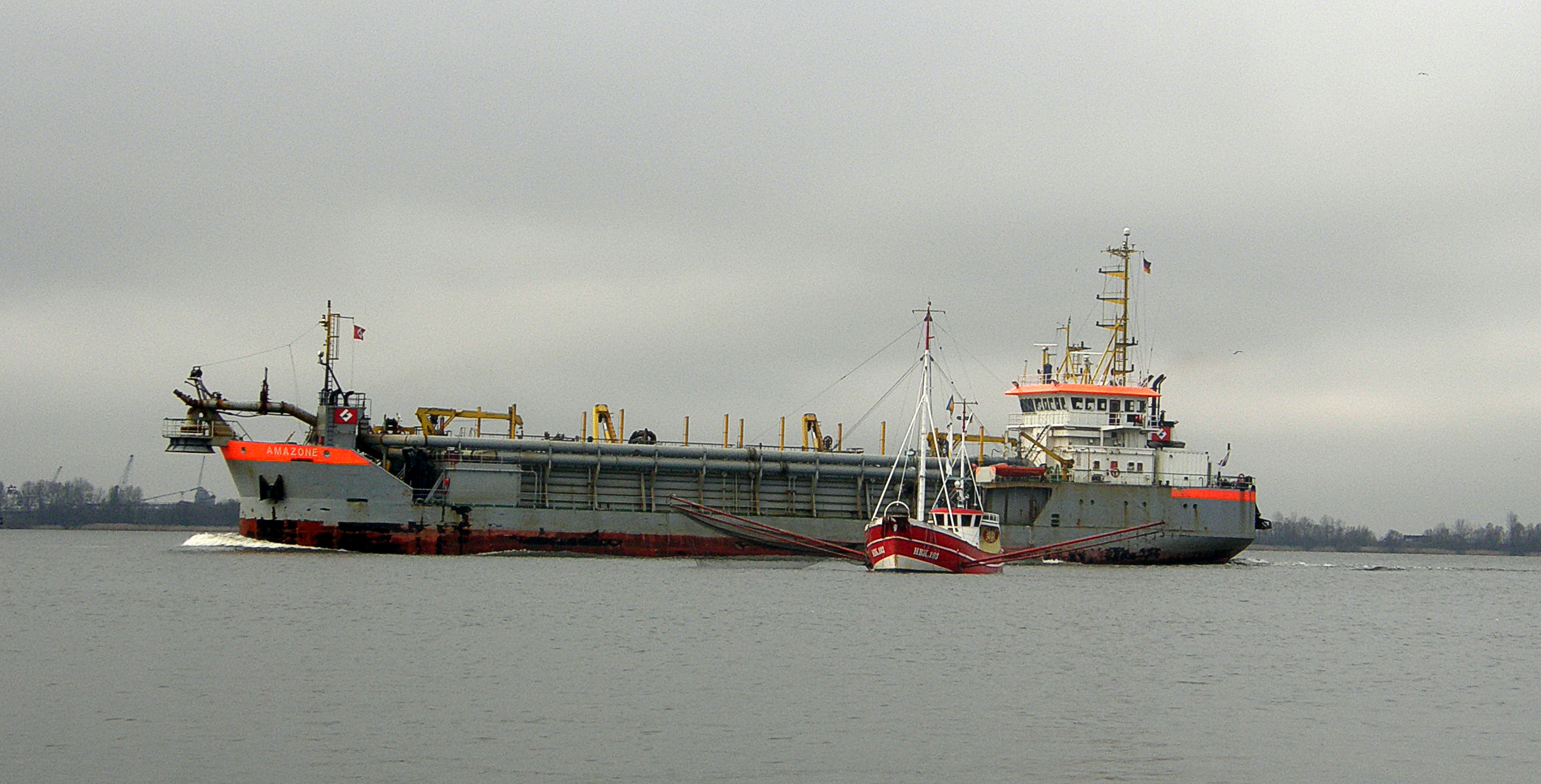
.

Морський земснаряд (рос. морской земснаряд, англ. marine dredge, нім. Seekettenschwimmbagger m) — морське спеціалізоване судно, обладнане пристроями для виймання донних порід, відмінне від морських драг в основному відсутністю на борту засобів збагачення корисних копалин. Використовують при підводному видобутку корисних копалин, як правило, тих, що не вимагають збагачення, днопоглиблювальних роботах тощо.

## Історія
Перший морський земснаряд побудований в 1878 р. Його експлуатація на будівництві каналу в Нідерландах показала високу рентабельність.

## Класифікація

Ерліфтно-земснарядкий комплекс фірми Гаймек (Україна).

Сучасні морські земснаряди класифікують за призначенням:
- для видобутку будівельних матеріалів і інших корисних копалин;
- для днопоглиблення і намивання берегових площ, пляжів і споруд;
- багатоцільові, в тому числі для збору розлитої нафти в морі.

За способом виймання породи розрізнюють:
- механічні:
  - ґрейферні (англ. grab dredger);
  - штангові (одноківшеві, англ. backhoe dredger або dipper dredger);
  - ланцюгові (багаточерпакові, англ. bucket-chain dredger або bucket-ladder dredger);
  - роторні.

- гідравлічні:
  - землесосні (англ. trailing suction dredger);
  - ерліфтні;
  - ежекторні.

Також існують земснаряди:
- фрезерні (англ. cutter suction dredger), які спочатку розрихляють тверду породу фрезою, після чого вона вилучається всмоктуючим пристроєм;
- шнекові, котрі подають ґрунт до всмоктуючого пристрою за допомогою шнеку.

## Умови експлуатації. Продуктивність
Морські земснаряди можуть експлуатуватися при висоті хвилі до 2,4 м, продуктивність їх по породі до 20000 м3/год.